# Loening R-4
El Loening R-4 fue un avión de carreras construido por la estadounidense Loening a principios de los años 20 del siglo XX.

## Diseño
El R-4 presentaba una disposición monoplana de ala baja, pesando el motor Packard tres veces lo que el resto del avión y ocupando un cuarto de la longitud del mismo, por lo que fue apodado el "motor volante". Ambos aviones de carreras R-4 (AS68559 y AS68560) compitieron en el Trofeo Pulitzer de 1922 con pobres resultados, informándose que fueron "un fracaso casi total".

## Operadores
Estados Unidos
- Servicio Aéreo del Ejército de los Estados Unidos

## Especificaciones
Referencia datos: Aerofiles, Airwar: Loening R-4

### Características generales
- Tripulación: Uno (piloto)
- Longitud: 7,16 m
- Envergadura: 8,20 m
- Peso cargado: 1383 kg
- Planta motriz: 1× motor lineal V-12 refrigerado por agua Packard 1A-2025.
  - Potencia: 450 kW (600 hp)
- Hélices: Bipala de madera de paso fijo

### Rendimiento
- Velocidad máxima operativa (Vno): 270 km/h

### Secuencias de designación
- Secuencia R-_ (Aviones de Carreras (Racer) del USAAS, 1919-24): R-1 - R-2 - R-3 - R-4 - R-5 - R-6 - R-7 →

### Listas relacionadas
- Anexo:Aeronaves de la Fuerza Aérea de los Estados Unidos (históricas y actuales)